# Mathieu Tschantré
Mathieu Tschantré (* 4. April 1984 in Biel) ist ein ehemaliger Schweizer Eishockeyspieler, der während seiner gesamten Profilaufbahn beim EHC Biel unter Vertrag stand.

## Karriere
Mathieu Tschantré begann seine Karriere als Eishockeyspieler in seiner Heimatstadt beim EHC Biel, bei dem er alle Juniorenmannschaften durchlief, ehe er für dessen Profimannschaft in der Saison 2000/01 sein Debüt in der Nationalliga B gab. Dabei blieb er in fünf Spielen punkt- und straflos. Mit Biel, für das er ausschliesslich aktiv war, wurde der Angreifer 2004, 2006, 2007 und 2008 jeweils Meister der NLB. Zusätzlich stieg er mit seiner Mannschaft am Ende der Saison 2007/08 in die National League A auf. Im Anschluss an das Aufstiegsjahr wurde er zum Mannschaftskapitän Biels ernannt, was er bis zur Saison 2019/20 blieb. Nach dem vorzeitigen Ende des Spieljahres 2019/20 (wegen der Ausbreitung des Coronavirus SARS-CoV-2) trat er als Berufseishockeyspieler zurück. Tschantré, der Betriebswirtschaftslehre studierte, ist Mitgesellschafter eines Finanzunternehmens.

## Erfolge und Auszeichnungen

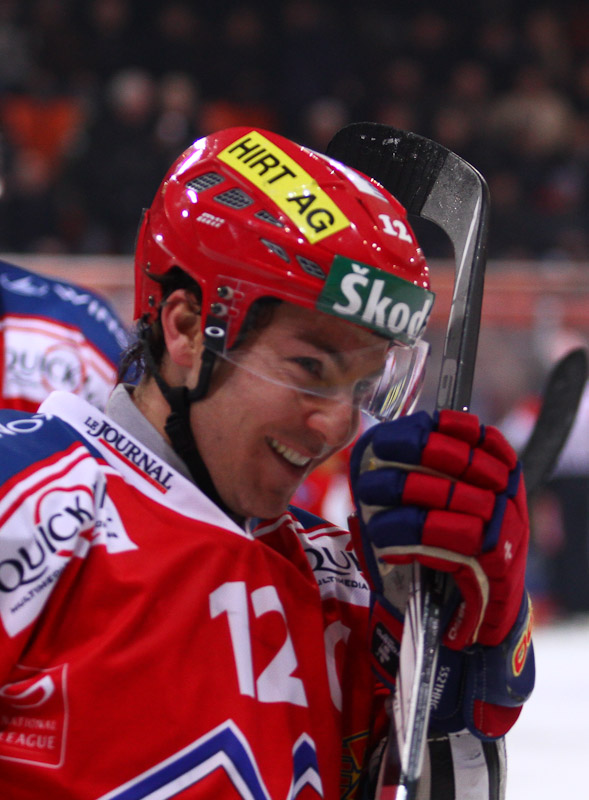
Mathieu Tschantré (2010)

- 2004 Meister der NLB mit dem EHC Biel
- 2006 Meister der NLB mit dem EHC Biel
- 2007 Meister der NLB mit dem EHC Biel
- 2008 Meister der NLB und Aufstieg in die NLA mit dem EHC Biel

## Karrierestatistik
(Legende zur Spielerstatistik: Sp oder GP = absolvierte Spiele; T oder G = erzielte Tore; V oder A = erzielte Assists; Pkt oder Pts = erzielte Scorerpunkte; SM oder PIM = erhaltene Strafminuten; +/− = Plus/Minus-Bilanz; PP = erzielte Überzahltore; SH = erzielte Unterzahltore; GW = erzielte Siegtore; 1 Play-downs/Relegation; Kursiv: Statistik nicht vollständig)